# Prinsevinkenpark
Het Prinsevinkenpark was een park in Den Haag waarop in de 18e eeuw een vinkenhuis stond dat toebehoorde aan de prinsen van Oranje. 
Het voormalige Prinsevinkenpark maakt nu deel uit van de Archipelbuurt. Een deel van het park is een plein met monumentale huizen geworden, op een ander deel werd de rooms-katholieke begraafplaats Sint Petrus Banden  aangelegd. Het plein draagt sinds 1889 de naam Prinsevinkenpark. 
Het huisnummers van het plein beginnen op de hoek van de Riouwstraat en lopen met de klok mee. In het midden van het plein staat ook nog een groep huizen, deze hebben de huisnummer 32 en hoger. Er staan twee solitaire bomen midden op de straat met wat gras eromheen.
Prinsevinkenpark is ook de naam van een pand aan het plein dat gerenoveerd wordt en zal bestaan uit 17 appartementen. De renovatie is in 2012 begonnen. Het betreft de nummers 16 t/m 18. 
Koffietent De Prinsevink is aan de overkant van de Kerkhoflaan, tegenover nummer 14 en 15.

## Rijksmonumenten
- Nr 13 en 14 (hoek Kerkhoflaan): gebouwd door J.J. van Nieukerken tussen 1887 en 1890.
- Nr 15 (hoek Kerkhoflaan): gebouwd voor mr. Arnold Kerdijk in neo-renaissance stijl, door J.J. van Nieukerken (1854-1913) i.s.m. Zacharias Hoek (1863-1943), 1891. De achterkant heeft uitzicht op de galerij van begraafplaats Sint Petrus Banden.
- Nr 42: gebouwd door H.P. Berlage in 1913, het huis kreeg de naam Nieuw Parkwijk.

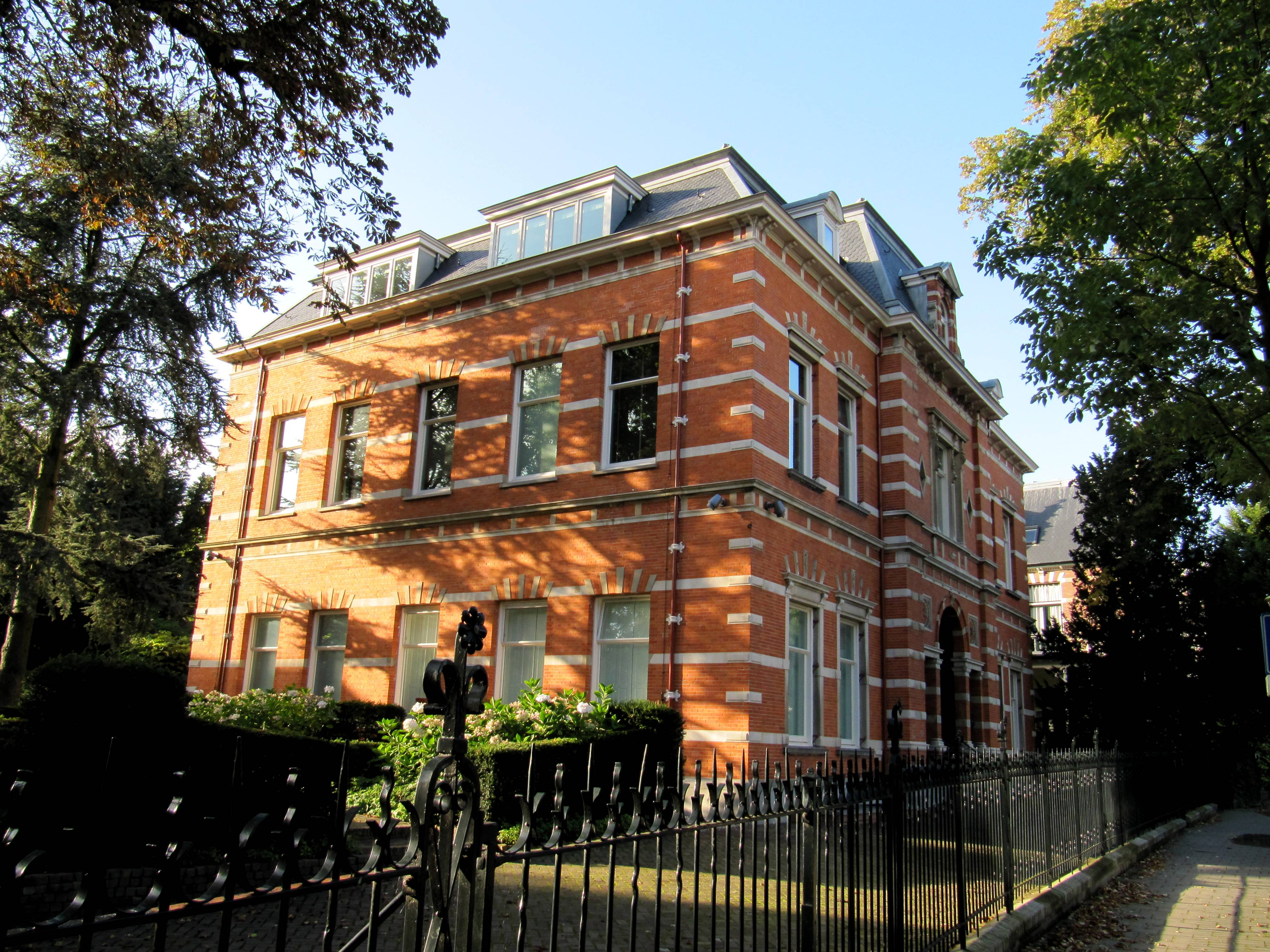
Nr 2
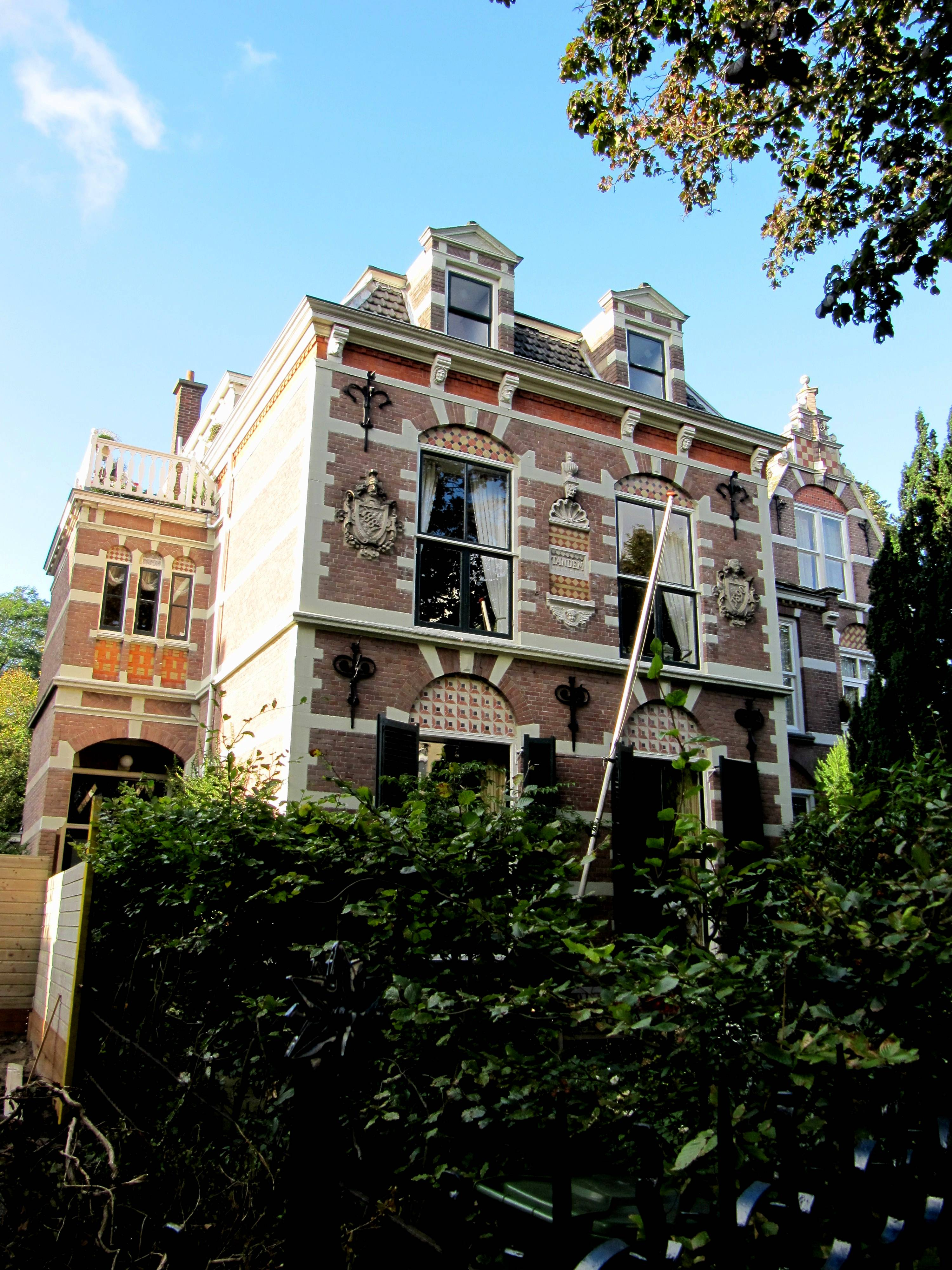
Nr 13
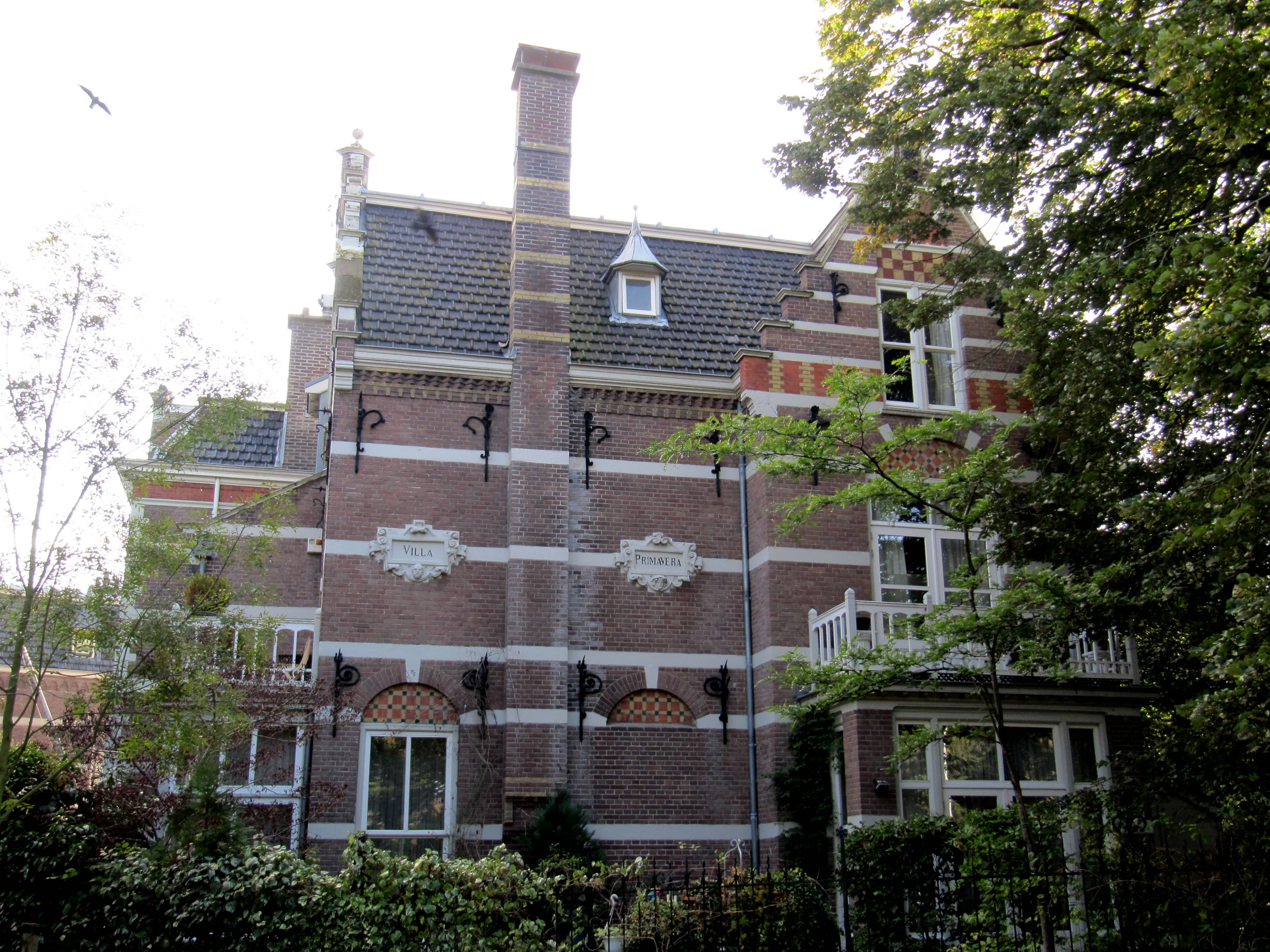
Nr 14
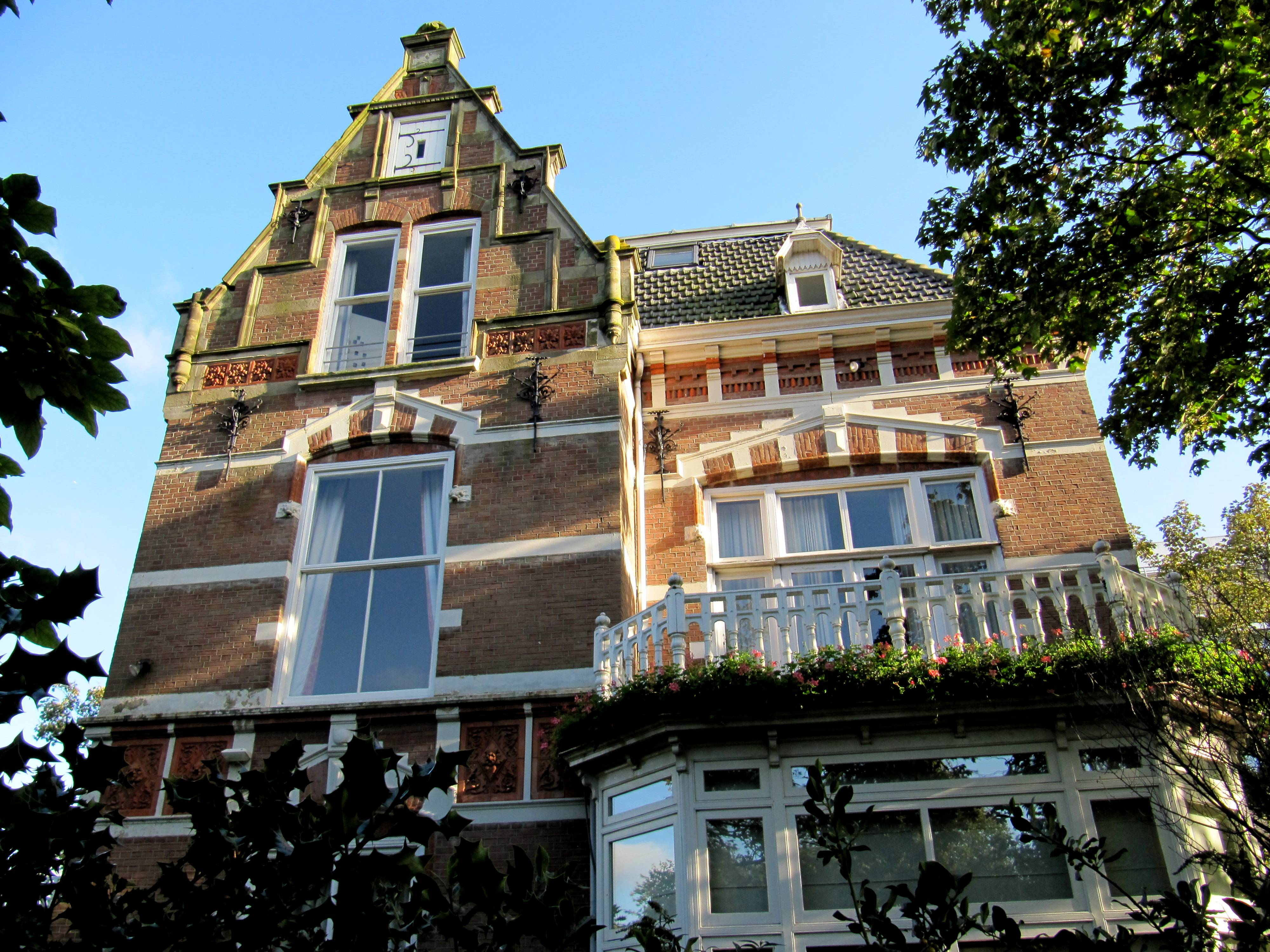
Nr 15
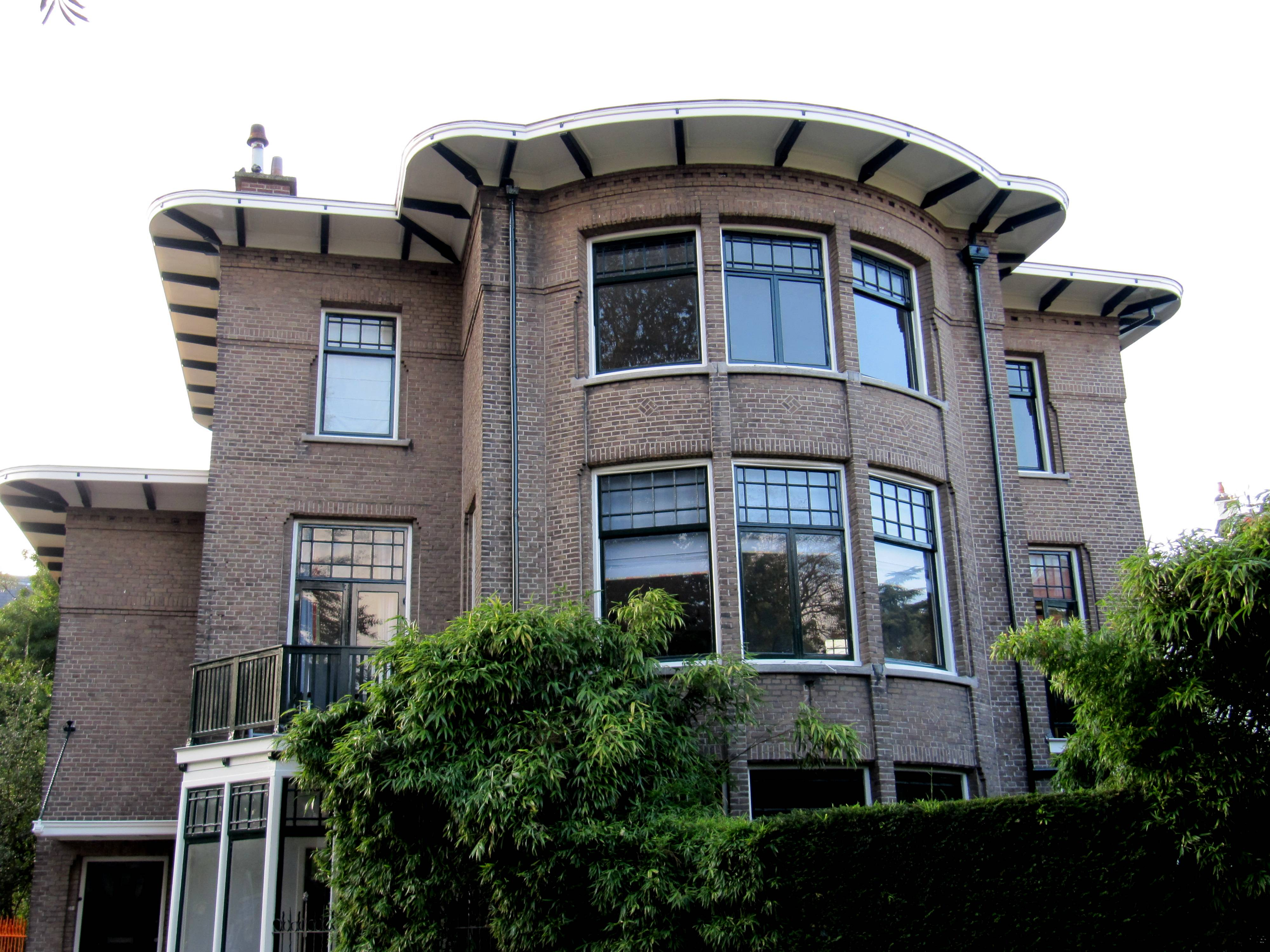
Nr 42